# Пентаэритритила тетранитрат
Пентаэритритила тетранитрат (Эринит) — лекарственное средство, венозный вазодилататор, обладает ангиопротекторным эффектом. Зарегистрирован в 1959 году компанией «Пфайзер» под торговым наименованием «Пентракс».

## Показания
Ишемическая болезнь сердца, стенокардия (профилактика, в том числе в постинфарктном периоде); хроническая сердечная недостаточность (в составе комплексной терапии).